# Estación Miraje
Miraje fue una estación de ferrocarril que se hallaba en el Desierto de Atacama de la Región de Antofagasta de Chile. Fue parte del Longitudinal Norte y actualmente se encuentra inactiva.

## Historia
Si bien el tramo donde se ubica la estación fue construido como parte del Longitudinal Norte entre Baquedano y Pintados entre 1911 y 1913, originalmente no estaba contemplada una estación en el sector de la Pampa Miraje. La estación fue entregada oficialmente al público el 31 de mayo de 1917.
La estación aparece en mapas oficiales de 1929, así como también es consignada en guías turísticas de 1949 y mapas de 1960, lo que muestra su actividad constante a lo largo de las décadas. Desde la estación Miraje partía una conexión del Ferrocarril de Tocopilla al Toco que alcanzaba la Oficina Vergara, distante 9 km al noroeste.
La estación dejó de prestar servicios cuando finalizó el transporte de pasajeros en la antigua Red Norte de la Empresa de los Ferrocarriles del Estado en junio de 1975, siendo suprimida de manera formal el 15 de enero de 1979. Las vías del Longitudinal Norte fueron traspasadas a Ferronor y privatizadas, mientras que la estación fue abandonada.